# آیا میاما
آیا میاما (به ژاپنی: 宮間あや) (زادهٔ ۲۸ ژانویهٔ ۱۹۸۵ در شهر اوماشیروساتو، ناحیهٔ سنبو در استان چیبا، ژاپن) هافبک تیم ملی فوتبال زنان ژاپن است. وی از سال ۲۰۰۳ برای این تیم بازی می‌کند و از سال ۲۰۱۲ بازوبند کاپیتانی این تیم را بر بازو دارد.او از سال ۲۰۰۳ تا کنون در تمامی دوره های جام جهانی فوتبال زنان حضور داشته است و یکی از اعضای تیم ملی زنان ژاپن بود که همراه با این تیم به عنوان قهرمانی جام جهانی زنان رسید.وی همچنین رهبری این تیم را به عنوان کاپیتان در بازی‌های المپیک تابستانی ۲۰۱۲ لندن در دست داشت که موفق به دریافت مدال نقره در این مسابقات شدند. او به همراه تیم باشگاهی اوکایاما یانگو بل در ال لیگ بازی میکند.آیا میاما برنده جایزهٔ بهترین بازیکن سال فیفا در بخش زنان شد. او همچنین عنوان بهترین بازیکن زن فوتبال آسیا را در سال ۲۰۱۵ به خود به خود اختصاص داد.